# Lost and Found (Will Smith)
Lost and Found è il quarto album in studio del rapper statunitense Will Smith, pubblicato il 29 marzo 2005.

## Tracce
1. Here He Comes – 2:19
2. Party Starter – 4:09
3. Switch – 3:16
4. Mr. Niceguy (feat. Marion) – 2:21
5. Ms. Holy Roller – 3:39
6. Lost & Found – 4:15
7. Tell Me Why (feat. Mary J. Blige) – 4:29
8. I Wish I Made That / Swagga – 4:16
9. Pump Ya Brakes (feat. Snoop Dogg) – 3:34
10. If U Can't Dance (Slide) (feat. Nicole Scherzinger) – 4:02
11. Could U Love Me – 2:50
12. Loretta – 4:55
13. Wave Em Off – 3:30
14. Scary Story – 3:39
15. Switch (R&B Remix) (feat. Robin Thicke) (Song only and Single Version) – 3:48 – 4:45 (Album Version with silence)
16. Switch (Reggae Remix) (feat. Elephant Man) (Hidden Track) – 3:50
17. Comin' To The Stage (feat. DJ Kool) (Bonus Track)
18. We Won't (feat. DJ Kool) (Bonus Track)
19. Chosen One (Bonus Track)